# Hedley-Gletscher
Der Hedley-Gletscher ist ein kleiner Gletscher im ostantarktischen Viktorialand. In den Kukri Hills fließt er vom Mount Coates in südlicher Richtung zum Ferrar-Gletscher.
Die Westgruppe der Terra-Nova-Expedition (1910–1913) unter der Leitung des britischen Polarforschers Robert Falcon Scott benannte ihn. Namensgeber ist vermutlich der australische Malakologe Charles Hedley (1862–1926) vom Australian Museum, der Abhandlungen zu den bei dieser Forschungsreise und zuvor bei der Nimrod-Expedition (1907–1909) des britischen Polarforschers Ernest Shackleton gesammelten Weichtieren verfasst hatte.